# 中国佬约翰

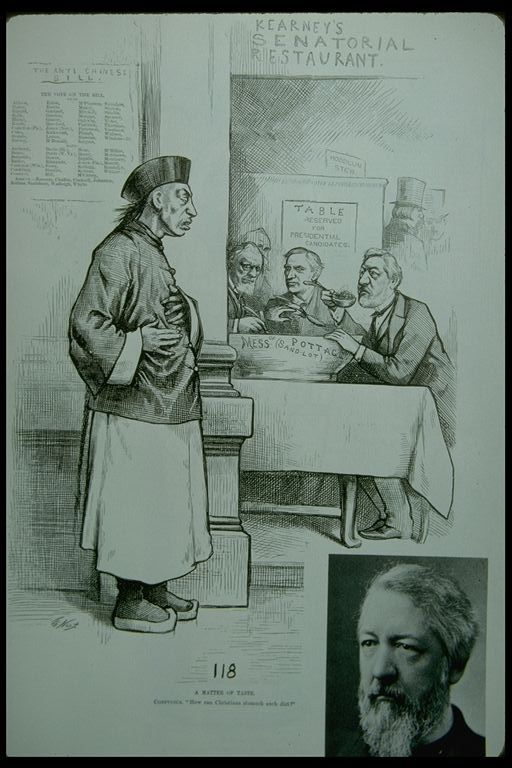
“孔夫子约翰”

中国佬约翰（英語：John Chinaman）是美国19世纪的讽刺漫画里对中国工人具有歧视意味的形象。这一形象流传甚广，甚至连马克·吐温的作品以及当时很多流行歌曲中都出现了中国佬约翰的形象。在漫画里，这是一个头戴斗笠，留着辫子的黄种人形象。
美国政治漫画家纳斯特经常在作品中使用中国佬约翰的形象，甚至他还创作了一个名为“孔夫子约翰”的变体，用来代表中国的政治人物。